# Emmaville
Emmaville – miasto w Australii, w stanie Nowa Południowa Walia.